# Lánov
Obec Lánov (německy Langenau) se nachází v okrese Trutnov, kraj Královéhradecký, zhruba 3,5 km východně od města Vrchlabí. Rozkládá se v údolí říčky Malé Labe na pomezí Krkonoš a Krkonošského podhůří. Lánovem probíhá silnice I/14; v katastru obce je situováno letiště Vrchlabí. Žije zde přibližně 1 800 obyvatel.

## Části obce
- Horní Lánov
- Prostřední Lánov - v této místní části stával evangelický kostel, postavený 6. 6. 1901 (základní kámen) - 21. 9. 1902 (vysvěcení), podle návrhu architektonického ateliéru Schilling & Gräbner. Od 60. let chátral, dne 25. září 1982 byl odstřelen.[4][5]

## Historie
První písemná zmínka o obci pochází z roku 1654.

## Rodáci a osobnosti
- Michal Hanuš – varhaník a hudební pedagog, chrámový varhaník v Kutné Hoře
- Radek Hanuš – varhaník a hudební pedagog, chrámový varhaník ve Vrchlabí
- Jindřich – lánovský farář z roku 1359, uvedl na vrchlabskou farnost kněze Heřmana
- Georg Tauchmann – zakladatel jedné z nejstarších varhanářských škol v Čechách
- Eva Novotná – česká sopranistka působící ve Španělsku